# برک چتین
برک چتین (انگلیسی: Berk Çetin؛ زادهٔ ۲ فوریهٔ ۲۰۰۰) بازیکن فوتبال اهل آلمان است.
وی همچنین در تیم‌های ملی فوتبال Germany national under-16 football team, Turkey national under-17 football team، و Turkey national under-19 football team بازی کرده‌است.